# سیارک ۳۴۱۷
سیارک ۳۴۱۷ (به انگلیسی: 3417 Tamblyn، نامگذاری:1937GG) سه هزار و چهارصد و هفدهمین سیارک کشف شده‌است که در ۱ آوریل ۱۹۳۷ و در هایدلبرگ کشف شد.
قدر مطلق سیارک برابر ۱۳٫۷۰ است.